# Robert Stopford

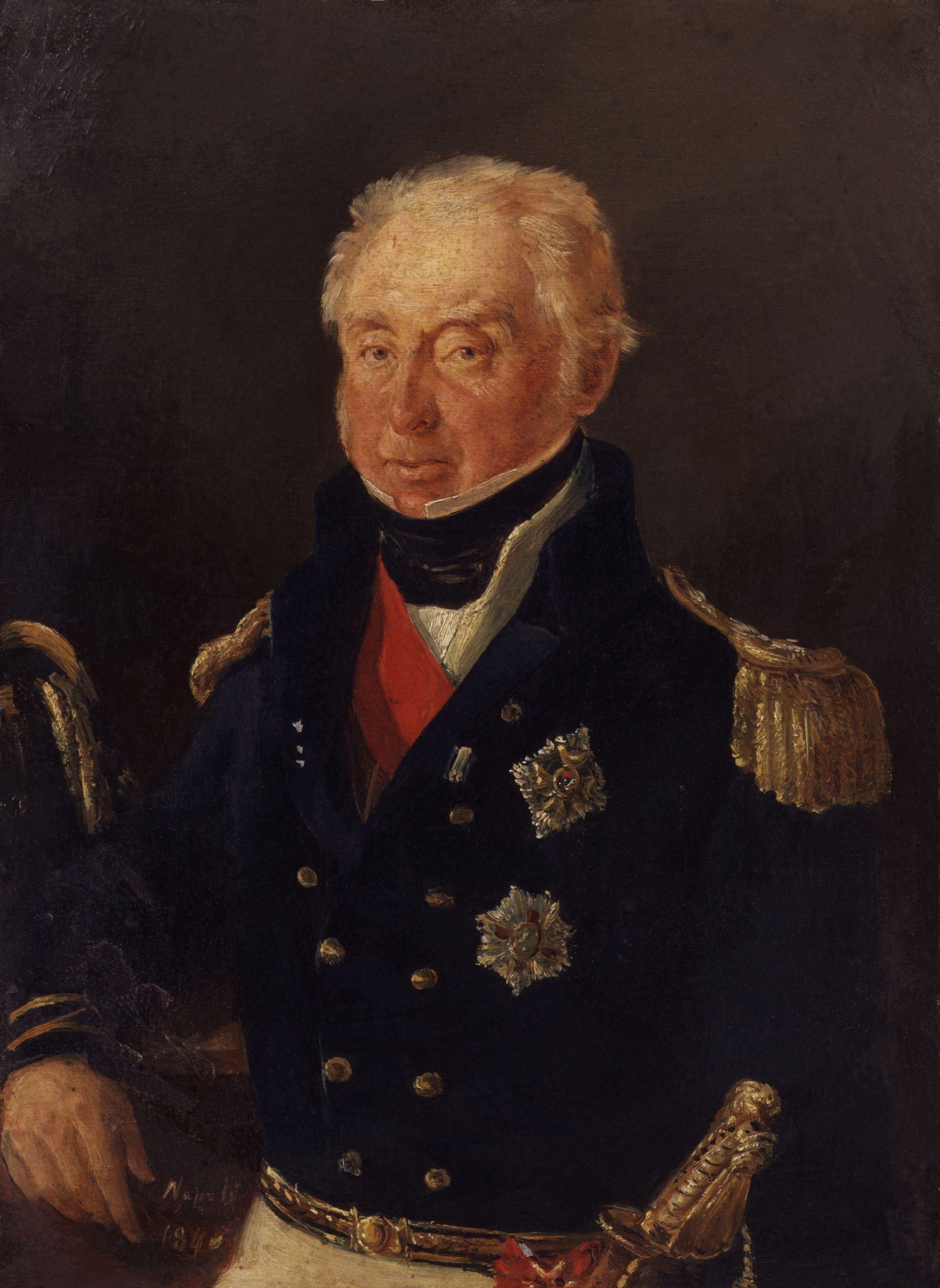
Robert Stopford (1840)

Hon. Sir Robert Stopford GCB GCMG (* 5. Februar 1768 in Richmond, Surrey; † 25. Juni 1847 ebenda) war ein britischer Marineoffizier.
Stopford war der dritte Sohn von vier Söhnen des James Stopford, 2. Earl of Courtown, aus dessen Ehe mit Mary Powys. Nach seiner Schulzeit in Eton trat er im Mai 1780 in die britische Marine ein und diente zunächst auf der Prince George, unter anderem 1782 in der Schlacht von Les Saintes. Am 12. August 1790 wurde er Captain, befehligte von 1791 bis 1794 die Aquilon und von 1794 bis 1799 die Phaeton, mit der er unter Admiral William Cornwallis diente. 1798 kreuzte er an der Biskaya und zerstörte viele Kaperschiffe. Im Jahr 1799 wurde er Kommandant der Excellent und war ab 1802 in den westindischen Gewässern stationiert. Mit der Spencer diente er 1803 unter Admiral Nelson im Mittelmeer und war 1806 am Sieg Admiral Duckworths in der Seeschlacht vor Santo Domingo beteiligt.
Stopford wurde am 28. April 1808 Rear-Admiral und machte als solcher 1809 einen Versuch gegen die französische Flotte bei Aix und einen Angriff im Baskischen Busen. Am 12. August 1812 wurde er Vice-Admiral. 1815 wurde er als Knight Commander in den Order of the Bath aufgenommen, 1831 zum Knight Grand Cross des Order of the Bath erhoben und 1837 als Knight Grand Cross des Order of St. Michael and St. George ausgezeichnet.
Er kommandierte die britische Flotte in der Levante, mit der er während der Orientkrise 1840 vor Beirut, Sidon und Akkon gegen die Ägypter besonders auszeichnete.
Stopford wurde am 1. Mai 1841 Gouverneur des Royal Naval Hospitals in Greenwich, wurde im selben Jahr zum Admiral befördert und starb am 25. Juni 1847 in Richmond. Nach ihm ist der Stopford Peak in der Antarktis benannt.
Aus seiner 1809 geschlossenen Ehe mit Mary Fanshawe (1788–1866) hatte er drei Töchter sowie zwei Söhne, Admiral Robert Fanshawe Stopford (1811–1891) und Vice-Admiral James John Stopford (1817–1868), die ebenfalls bei der britischen Marine Karriere machten.